# ジョエル・クーネル
- ジョエル・カーネル

ジョエル・ケネス・クーネル（Joel Kenneth Kuhnel、1995年2月19日 - ）は、アメリカ合衆国ノースカロライナ州ゴールズボロ出身のプロ野球選手（投手）。右投右打。MLBのニューヨーク・ヤンキース傘下所属。

## 経歴

### プロ入りとレッズ時代
2016年のMLBドラフト11巡目でシンシナティ・レッズから指名されプロ入り。ルーキー級ビリングス・マスタングスでプロデビューし、18試合に登板して0勝1敗、防御率3.43、14奪三振を記録した。
2017年はA級デイトン・ドラゴンズで48試合に登板して2勝4敗、防御率4.36、54奪三振を記録した。
2018年はA+級デイトナ・トーテュガスで44試合に登板して1勝4敗、防御率3.03、56奪三振を記録し、フロリダ・ステートリーグのオールスターゲームに選出された。
2019年はAA級チャタヌーガ・ルックアウツで開幕を迎え、サザンリーグのオールスターゲームに選出された。その後6月にAAA級ルイビル・バッツに昇格し、8月15日にメジャー契約を結んでアクティブ・ロースター入り。翌16日のセントルイス・カージナルス戦でメジャーデビューを果たした。この年はメジャーで11試合に登板して1勝0敗、防御率4.66、9奪三振を記録した。
2020年はメジャーで3試合に登板して1勝0敗、防御率6.00、3奪三振を記録した。10月26日にマイナー契約となり、AAA級ルイビルへ送られた。
2021年はシーズンの大半を故障とリハビリに費やした為、メジャーでの登板は無かった。AAA級ルイビルではシーズン終盤に復帰し、4試合に登板した。
2022年は開幕前のスプリングトレーニングに招待選手として参加。5月8日に2年ぶりとなるメジャー昇格を果たした。5月20日からの3日間はブランドン・ドルーリーと共に制限リスト入りしたものの、復帰後はメジャーに定着した。この年は最終的に53試合に登板して2勝3敗プロ初セーブとなる1セーブ、5ホールド、防御率6.36、56奪三振を記録した。
2023年はAAA級ルイビルで開幕を迎え、4月5日にメジャーに昇格した。6月9日にAAA級ルイビルに降格となり、13日にダニエル・ドゥアルテの昇格に伴ってDFAとなった。

### アストロズ時代
2023年6月17日に金銭トレードで、ヒューストン・アストロズに移籍した。移籍後は、その日のうちにマイナー契約でAAA級シュガーランド・スペースカウボーイズに配属され、7月8日に移籍後初昇格を果たした。昇格後は思うような活躍が出来ず、23日にAAA級シュガーランドに降格した。9月1日にセプテンバー・コールアップでメジャー再昇格。ただ、ここでも目立った活躍は出来ず、22日にシュガーランドに送り返された。10月2日にメジャーに昇格したものの、登板機会は無かった。この年は最終的に2球団で合計9試合の登板に留まり、勝敗ともになし、防御率5.54、3奪三振に終わった。
翌2024年1月4日にDFAとなり、10日にAAA級シュガーランドに配属された。3日後に一度はFAとなったものの、29日にマイナー再契約を結び、スプリングトレーニングに招待選手として参加した。4月12日にメジャーに昇格したものの、1試合に登板しただけで即日AAA級シュガーランドに送り返され、30日にDFAとなった。

### ブルージェイズ傘下時代
2024年5月4日に金銭トレードで、トロント・ブルージェイズに移籍し、同日中にAAA級バッファロー・バイソンズに配属された。ここでは、メジャーで登板する機会は無く31日にDFA、6月4日にFAとなった。

### ブルワーズ傘下時代
2024年6月11日にミルウォーキー・ブルワーズとマイナー契約を結び、同日中にAAA級ナッシュビル・サウンズに配属された。同月25日にメジャーに昇格したが、登板すること無く翌26日にDFAとなり、2日後にAAA級ナッシュビルに配属された。7月14日にメジャー再昇格を果たすも、ここでも登板機会が無く同月21日にDFAとなった。

### レイズ時代
2024年7月23日にウェイバー公示を経てタンパベイ・レイズに移籍し、翌24日にAAA級ダーラム・ブルズに配属となった。8月19日にメジャーに昇格したが、25日にロブ・ブラントリーの昇格に伴って、再びAAA級ダーラムに降格した。オフの11月4日にFAとなった。

### フィリーズ傘下時代
2024年12月21日にフィラデルフィア・フィリーズとマイナー契約を結んだ(同日中にAAA級リーハイバレー・アイアンピッグスに配属)。また、翌2025年1月14日にはスプリングトレーニングに招待選手として参加することが発表された。7月3日にFAとなった。

### ヤンキース傘下時代
2025年7月4日にニューヨーク・ヤンキースとマイナー契約を結び、AAA級スクラントン・ウィルクスバリ・レイルライダースに配属された。

## 詳細情報

### 年度別投手成績
| 年 度    | 球 団    | 登 板 | 先 発 | 完 投 | 完 封 | 無 四 球 | 勝 利 | 敗 戦 | セ 丨 ブ | ホ 丨 ル ド | 勝 率 | 打 者 | 投 球 回 | 被 安 打 | 被 本 塁 打 | 与 四 球 | 敬 遠 | 与 死 球 | 奪 三 振 | 暴 投 | ボ 丨 ク | 失 点 | 自 責 点 | 防 御 率 | W H I P |
| -------- | -------- | ----- | ----- | ----- | ----- | -------- | ----- | ----- | -------- | ----------- | ----- | ----- | -------- | -------- | ----------- | -------- | ----- | -------- | -------- | ----- | -------- | ----- | -------- | -------- | ------- |
| 2019     | CIN      | 11    | 0     | 0     | 0     | 0        | 1     | 0     | 0        | 1           | 1.000 | 42    | 9.2      | 8        | 1           | 5        | 0     | 0        | 9        | 0     | 0        | 5     | 5        | 4.66     | 1.34    |
| 2020     | CIN      | 3     | 0     | 0     | 0     | 0        | 1     | 0     | 0        | 0           | 1.000 | 13    | 3.0      | 4        | 2           | 0        | 0     | 0        | 3        | 0     | 0        | 2     | 2        | 6.00     | 1.33    |
| 2022     | CIN      | 53    | 0     | 0     | 0     | 0        | 2     | 3     | 1        | 5           | .400  | 255   | 58.0     | 67       | 8           | 14       | 1     | 5        | 56       | 1     | 0        | 41    | 41       | 6.36     | 1.40    |
| 2023     | CIN      | 2     | 0     | 0     | 0     | 0        | 0     | 0     | 0        | 0           | ----  | 17    | 3.1      | 6        | 0           | 2        | 0     | 0        | 0        | 0     | 0        | 3     | 3        | 8.10     | 2.40    |
| 2023     | HOU      | 7     | 0     | 0     | 0     | 0        | 0     | 0     | 0        | 0           | ----  | 41    | 9.2      | 10       | 2           | 3        | 1     | 1        | 3        | 0     | 0        | 5     | 5        | 4.66     | 1.34    |
| '23計    | HOU      | 9     | 0     | 0     | 0     | 0        | 0     | 0     | 0        | 0           | ----  | 58    | 13.0     | 16       | 2           | 5        | 1     | 1        | 3        | 0     | 0        | 8     | 8        | 5.54     | 1.62    |
| 2024     | HOU      | 1     | 0     | 0     | 0     | 0        | 0     | 0     | 0        | 0           | ----  | 11    | 2.0      | 4        | 0           | 0        | 0     | 1        | 1        | 0     | 0        | 4     | 4        | 18.00    | 2.00    |
| 2024     | TB       | 5     | 0     | 0     | 0     | 0        | 0     | 0     | 0        | 0           | ----  | 28    | 8.0      | 4        | 1           | 0        | 0     | 0        | 4        | 0     | 0        | 1     | 1        | 1.13     | 0.50    |
| '24計    | TB       | 6     | 0     | 0     | 0     | 0        | 0     | 0     | 0        | 0           | ----  | 39    | 10.0     | 8        | 1           | 0        | 0     | 1        | 5        | 0     | 0        | 5     | 5        | 4.50     | 0.80    |
| MLB：5年 | MLB：5年 | 82    | 0     | 0     | 0     | 0        | 4     | 3     | 1        | 6           | .571  | 407   | 93.2     | 103      | 14          | 24       | 2     | 7        | 76       | 1     | 0        | 61    | 61       | 5.86     | 1.36    |

- 2024年度シーズン終了時

### 年度別守備成績
| 年 度 | 球 団 | 投手（P） | 投手（P） | 投手（P） | 投手（P） | 投手（P） | 投手（P） |
| 年 度 | 球 団 | 試 合     | 刺 殺     | 補 殺     | 失 策     | 併 殺     | 守 備 率  |
| ----- | ----- | --------- | --------- | --------- | --------- | --------- | --------- |
| 2019  | CIN   | 11        | 0         | 0         | 0         | 0         | ----      |
| 2020  | CIN   | 3         | 0         | 0         | 0         | 0         | ----      |
| 2022  | CIN   | 53        | 9         | 4         | 1         | 0         | .929      |
| 2023  | CIN   | 2         | 0         | 0         | 0         | 0         | ----      |
| 2023  | HOU   | 7         | 2         | 1         | 0         | 0         | 1.000     |
| '23計 | HOU   | 9         | 2         | 1         | 0         | 0         | 1.000     |
| 2024  | HOU   | 1         | 0         | 0         | 0         | 0         | ----      |
| 2024  | TB    | 5         | 0         | 2         | 0         | 0         | 1.000     |
| '24計 | TB    | 6         | 0         | 2         | 0         | 0         | 1.000     |
| MLB   | MLB   | 82        | 11        | 7         | 1         | 0         | .947      |

- 2024年度シーズン終了時

### 背番号
- 66 (2019年 - 2020年)